# Ignaz Anton Ladurner
Ignaz Anton Ladurner (* 1. August 1766 in Aldein; † 4. März 1839 in Villaine, Massy (Essonne)) war ein Komponist.

## Familie
Ignatz Anton Ladurner war ein Sohn von Franz Xaver Ladurner (1735–1782) und Maria Theresia Götsch (* 1744). Sein Vater arbeitete als Lehrer und Organist in Aldein und später in Algund. Die Großeltern väterlicherseits waren der Schmied Joseph Ladurner, der aus der alten Algunder Familie „Bindhofer“ stammte, und Margaretha Voglperger. Die Großeltern mütterlicherseits waren Matthias Götsch und Maria Kröß.
Ladurner heiratete 1797 in Paris die Geigerin Agathe Victoire Magnier de Gondreville (* vor 1780; † 1825), mit der er den Sohn Adolphe (1798–1856) hatte, der als Schlachten- und Porträtmaler bekannt wurde.

## Leben und Wirken
Ladurner besuchte eine Volksschule und erhielt von seinem Vater eine musikalische Grundausbildung. Von 1775 bis 1782 lernte er am Knabenseminar des Stiftes Benediktbeuern und arbeitete danach zwei Jahre als Nachfolger seines verstorbenen Vaters in Algund. Anschließend übernahm sein Bruder Joseph Alois diese Stelle. Von 1784 bis 1786 lebte er in München. Dort erhielt er Musikunterricht und beendete 1785 eine gymnasiale Ausbildung. Danach arbeitete er für die Gräfin Haimhausen und ging in deren Auftrag 1786 nach Frankreich. Er lebte zwei Jahre auf dem Gut der Gräfin in Longueville bei Bar-le-Duc und übergab diese Stelle anschließend an seinen Bruder.
Im Juli 1788 zog Ladurner nach Paris und arbeitete dort als „Maître de piano et compositeur“. Ab 1790 gingen dort regelmäßig von Ladurner geschaffene Klavier- und Kammermusikwerke in den Druck. 1793 kam es zu einer äußerst erfolgreichen Aufführung seiner ersten Oper „Wenzel ou le Magistrat du peuple“, gefolgt 1796 von seiner komischen Oper „Les vieux fous“. 1797 erhielt er einen Ruf als Professor für Klavier am neu geschaffenen Pariser Konservatorium. Er gab angeblich täglich bis zu 15 Stunden Klavierunterricht und beschäftigte sich aufgrund fehlender Zeit nicht mehr mit umfangreichen Werken, sondern komponierte nur noch Kammermusik.
Ladurners Schüler am Pariser Konservatorium erzielten sehr gute Ergebnisse, und zu seinen Privatschülern gehörten mehrere später bekannte Komponisten, darunter Alexandre-Pierre-François Boëly und Daniel-François-Esprit Auber. Für einige Zeit spielte Ladurner als Organist in Napoleons Hofkapelle. Im Jahr 1836 verlegte er seinen Wohnsitz aufgrund gesundheitlicher Problem auf das Landgut Villaine bei Massy, das er 1819 gekauft hatte.

## Stil
Ladurner komponierte – anders als zeitgenössische Pariser Komponisten – nicht nur traditionell und thematisch eng beschränkt, sondern nutzte gleichzeitig auch kühne harmonische und chromatische Abwandlungen, die an die Frühromantik erinnern. Er griff eindeutig Einflüsse von seinerzeit tätigen Komponisten wie Muzio Clementi auf, entwickelte aber dennoch eine eigene Tonsprache. Seine Klavierwerke ähneln mitunter den Frühwerken Beethovens.